# Tôn Ngô, Hắc Hà
Tôn Ngô (chữ Hán giản thể: 孙吴县, âm Hán Việt: Tôn Ngô huyện) là một huyện thuộc địa cấp thị Hắc Hà, tỉnh Hắc Long Giang, Cộng hòa Nhân dân Trung Hoa. Nguyên trước đây có hai dòng họ Tôn và Ngô (họ) sống ở đây nên lấy tên như vậy. Huyện Tôn Ngô có diện tích 4454 km², dân số 100.000 người. Mã số bưu chính của Tôn Ngô là 164200, huyện lỵ đóng tại trấn Tôn Ngô. Tôn Ngô được chia thành 3 trấn, 10 hương và 1 hương dân tộc. 
- Trấn: Tôn Ngô, Thìn Thanh, Tứ Quý.
- Hương: Phấn Đấu, Quần Sơn, Yêu Truân, Hưng Bắc, Ngọa Ngưu Hà, Tây Hưng, Hồng Kỳ, Hướng Dương, Chính Dương Sơn.
- Hương dân tộc Đạt-oát-nhĩ và dân tộc Mãn Duyên Giang.